# Axenyllodes ghilarovi
Axenyllodes ghilarovi is een springstaartensoort uit de familie van de Odontellidae. De wetenschappelijke naam van de soort is voor het eerst geldig gepubliceerd in 1964 door Martynova.